# Girls of Canby Hall
The Girls of Canby Hall de Emily Chase es un serial de libros de aventuras y romances adolescentes.
La autora oficial de la serie: Emily Chase, no es realmente un único escritor, sino varios escritores que se han turnado para escribir los libros de la serie (uno de los más famosos es la escritora romántica Julie Garwood).

## The Girls of Canby Hall Series

### List of books
1. Roommates, 1984
2. Our Roommate is Missing, 1984
3. You're No Friend of Mine, 1984
4. Keeping Secrets, 1984
5. Summer Blues, 1984
6. Best Friends Forever, 1984
7. Four Is a Crowd, 1984
8. The Big Crush, 1984
9. Boy Trouble, 1984
10. Make Me a Star, 1985
11. With Friends Like That, 1985
12. Who's the New Girl?, 1985
13. Here Come the Boys, 1985
14. What's a Girl To Do?, 1985 (escrito por Julie Garwood)
15. To Tell the Truth, 1985
16. Three of a Kind, 1985
17. Graduation Day, 1986
18. Making Friends, 1986
19. One Boy Too Many, 1986
20. Friends Times Three, 1987
21. Party Time!, 1987
22. Troublemaker, 1987
23. But She's So Cute, 1987
24. Princess Who?, 1987
25. The Ghost of Canby Hall, 1987
26. Help Wanted!, 1988
27. The Roommate and the Cowboy, 1988
28. Happy Birthday, Jane, 1988
29. A Roommate Returns, 1988
30. Surprise!, 1988
31. Here Comes the Bridesmaid, 1988
32. Who's Got a Crush on Andy?, 1989
33. Six Roommates and a Baby, 1989

### Super Editions (Related titles)
- Something Old, Something New, 1986
- The Almost Summer Carnival, 1987

- Datos: Q5477605